# BRP Can-Am Spyder Roadster
Can-Am Spyder («Spyder») трицикл с одним ведущим задним колесом и двумя передними, подобный современным сноумобилям. Производитель называет его «родстер», но в соответствии с современными техническими терминами он относится к трайкам.

## Описание
За его основу взята идея компоновки современного снегохода, отвечающая как требованиям манёвренности, так и безопасности. Spyder Can-Am является исключительно дорожным транспортным средством категории «B1». В некоторых странах для управления им достаточно автомобильных прав. Множество систем безопасности делают его комфортным средством передвижения на дальние дистанции. Уровень пассивной и активной безопасности Spyder Can-Am многократно превышает мотоцикл. Скоростные характеристики аналогичны спортивным мотоциклам — разгон до 100 км/ч за 4,5 сек. Используемый австрийский двигатель ROTAX V-990 EFI имеет мощность 106 л.с.

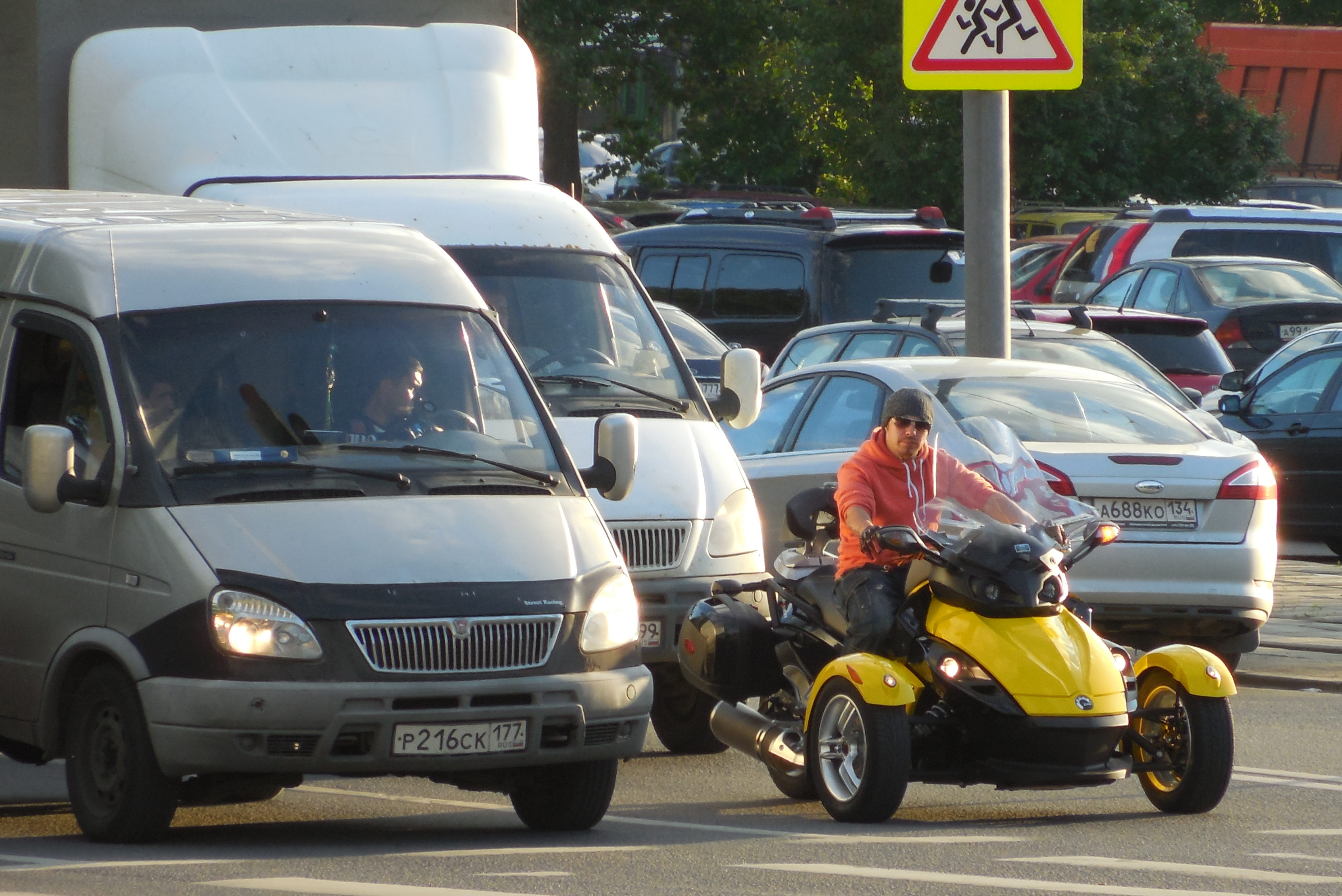
BRP Can-Am Spyder Roadster в автомобильном потоке

Завод ROTAX расположен в Австрии, но принадлежит корпорации BRP и выпускает двигатели для снегоходов, катеров, гидроциклов, мотовездеходов, картов и прочей продукции BRP, а также для мотокорпораций BMW, BUELL и APRILIA. На данный момент наибольшее распространение получила спортивная версия SPYDER RS. В 2010 появилась новая версия RT-S, составившая конкуренцию на рынке суперкомфортабельных мотоциклов таким моделям, как Honda GoldWing.

## Производитель
BRP Can-Am Spyder производится компанией Bombardier Recreational Products, Inc. (BRP), штаб-квартира, которой находится в Квебеке (Канада).

## История создания
2006
- в декабре 2006, опубликовано первое фото.

2007
- 9 февраля 2007, Spyder официально поступил в продажу у дилеров BRP